# 铁河
铁河，是中国长江流域的一条河流，汇入渌水，属于湘江水系。河长124千米，流域面积1728平方千米，多年平均流量44立方米每秒。自然落差212米。水能理论蕴藏量1万千瓦。